# Eugène Brillié
Auguste Eugène Brillié (Parigi, 1863 – Seignelay, 1940) è stato un ingegnere francese, pioniere in Francia dello sviluppo e dell'applicazione dei motori per l'industria automobilistica e da guerra, particolarmente noto per la progettazione dello Schneider CA1, il primo carro armato francese.

## Biografia

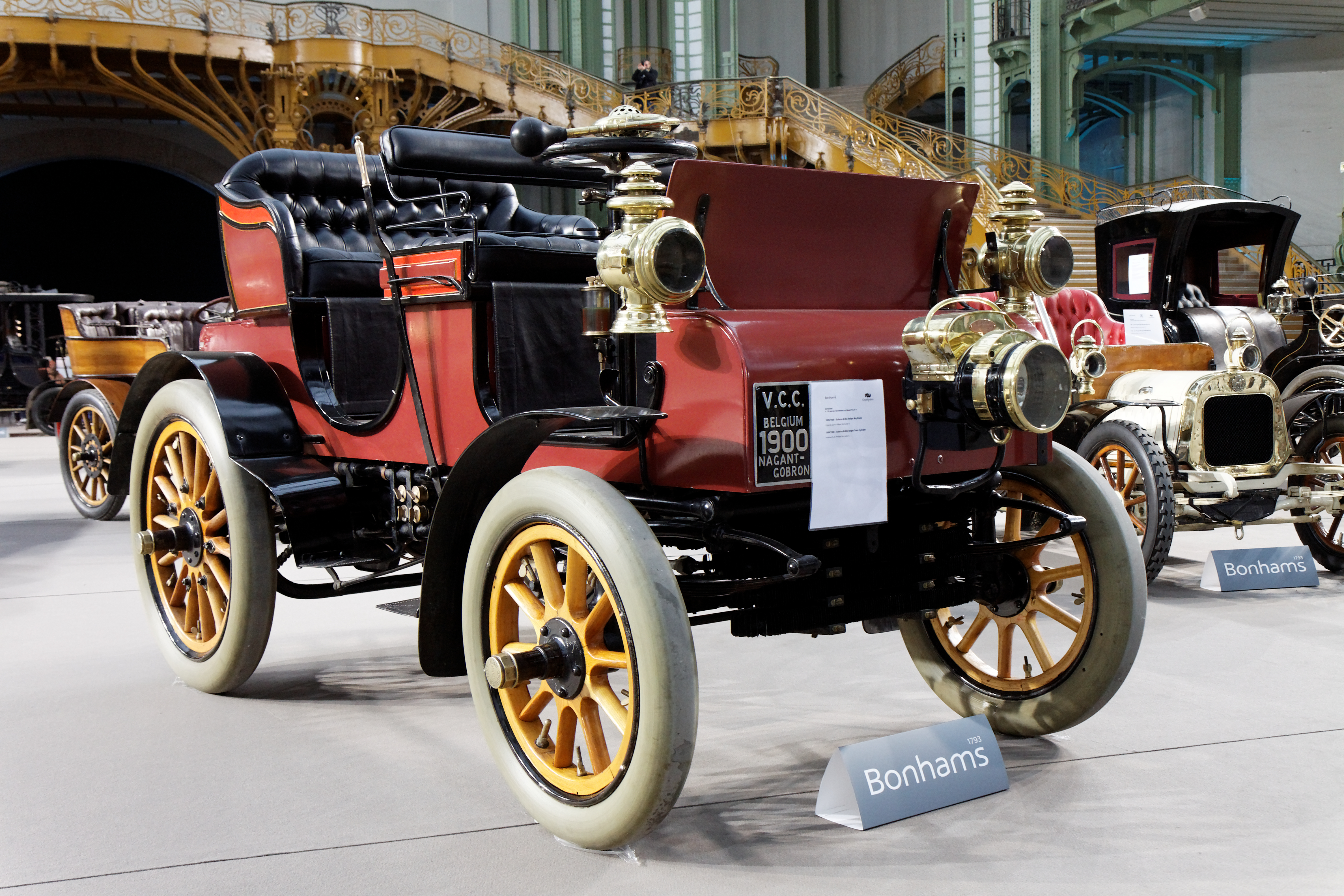
Automobile bicilindro Gobron-Brillié del 1899-1900

Dopo essersi laureato alla Scuola centrale delle arti e dei mestieri di Parigi, ha lavorato inizialmente presso la Compagnie des chemins de fer de l'Ouest. In quel periodo ha incominciato a studiare e poi a perfezionare un motore basato su due pistoni montati in configurazione contrapposta su una stessa canna a cilindro, in modo da avvicinarsi l'un all'altro sino allo spazio riservato all'accensione della miscela. Con questa invenzione Brillié strinse un accordo aziendale con l'industriale Gustave Gobron, fondando, nel 1898, la Gobron Brillié, dotata di un capitale di 500.000 franchi. Tale casa automobilistica, con sede prima a Parigi e poi a Boulogne sur Seine, aveva una produzione media annua compresa tra le 75 e le 150 automobili, partecipando anche a gare automobilistiche, tanto da segnalarsi con una propria vettura a Ostenda, nel 1904, per aver superato il muro delle 100 miglia orarie, con la velocità media record di 166,6 chilometri orari sul chilometro lanciato.

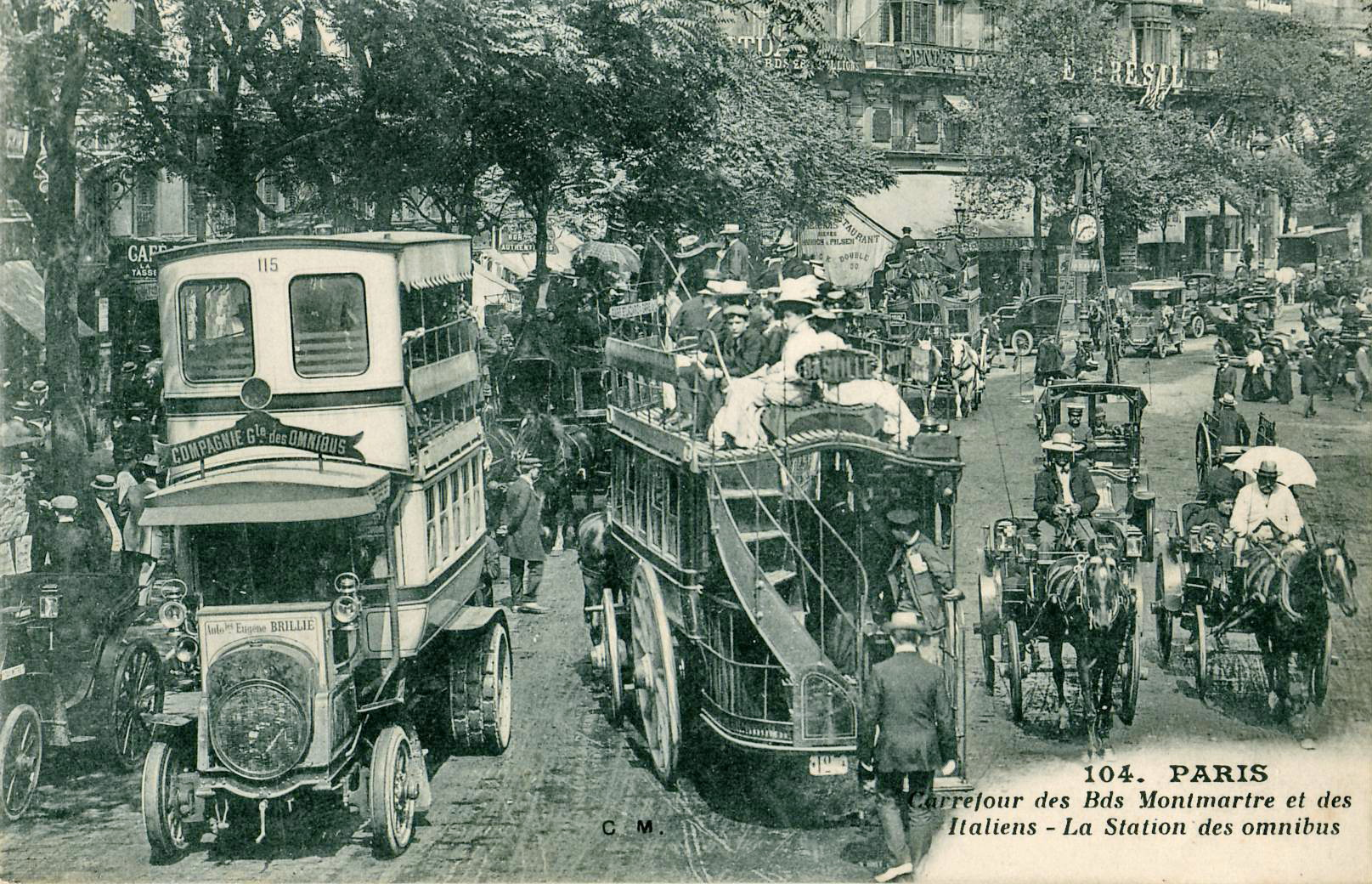
L'autobus Brillié (a sinistra) nei pressi del Boulevard des Italiens a Parigi

Nel 1903 Brillié lasciò l'azienda per fondarne una propria, la Société Anonyme des automobiles Eugène Brillié (1904-1907), poi fagocitata dalla casa Schneider di Le Creusot, specializzata nelle vetture da turismo, con la quale tuttavia l'ingegnere strinse un lungo e proficuo connubio, diventandone progettista capo. Nel 1905 Brillié vinse un concorso per la progettazione di autobus, da cui deriverà un contratto di fornitura con la CGO, sigla della Compagnie Générale des Omnibus, monopolista del trasporto pubblico parigino: nel 1906 è stato così realizzato il primo nuovo autobus della capitale francese, i cui modelli sono stati utilizzati anche in Spagna, e in particolare a Barcellona.

### Invenzioni
Nel frattempo Brillié continuava a "partorire" nuove invenzioni. Nel 1907, ad esempio depositò la richiesta di brevetto per un motoveicolo con tre assi

#### Motore a naftalina
Nel 1910 iniziò lo studio di fattibilità di un motore a naftalina che potesse trovare applicazione sulle locomotive: l'idea fu tuttavia abbandonata, nonostante fosse stata tradotta in realtà tre anni più tardi, con la realizzazione di un prototipo di locomotiva a naftalina, presentato da Brillié durante una comunicazione alla Società degli Ingegneri civili. 

#### Corazzato Schneider CA1

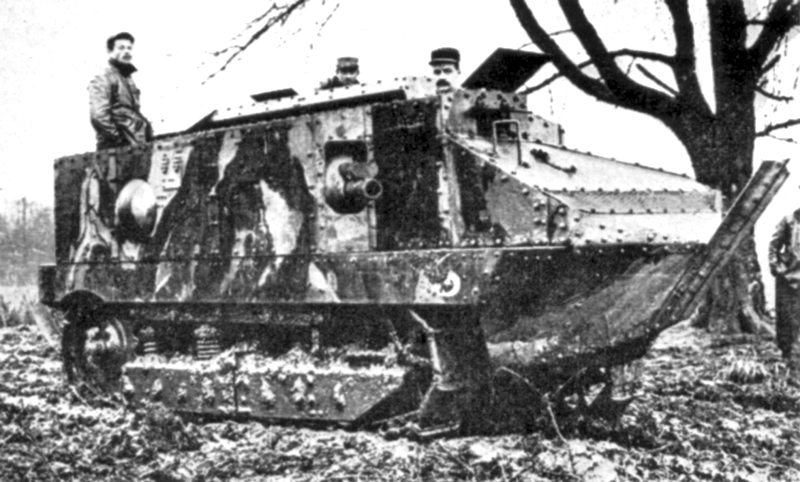
Il carro armato Schneider CA1 progettato da Brillié

Nel 1915, in seguito a un viaggio negli Stati Uniti, ha sviluppato un motore che potesse essere adattato ai veicoli corazzati da guerra. Durante la prima guerra mondiale, sfruttando la necessità di un mezzo pesante per le esigenze dell'esercito perorata dal colonnello Jean-Baptiste Eugène Estienne, e grazie all'amicizia di questi con Joseph Joffre, la società Schneider avviò la realizzazione del prototipo progettato da Brillié. La relativa presentazione, alla presenza del presidente francese, Raymond Poincaré, si tenne il 16 giugno 1915. L'azienda ricevette nel 1916 una commessa per 400 unità dello Schneider CA1, passato alla storia come il primo mezzo corazzato francese. 

#### Altri brevetti
Tra il 1926 e il 1927, Brillié depositò in Francia tre richieste di brevetto: la prima riguardava l'abbinamento degli assi della locomotiva; la seconda concerneva un motore a vapore applicabile in maniera combinata sia alla combustione interna che alle macchine a vapore; il terzo, infine, consisteva in un apparato di segnalazione della condizione dei fluidi nei condotti.

### Pubblicazioni
Brillié ha avuto al suo attivo anche alcune pubblicazioni. Infatti, oltre a saggi su aspetti tecnici collegati ai treni, alla trazione e alle automobili, ha scritto due manuali, uno destinato ai conducenti di autobus (1906) e l'altro ai meccanici e macchinisti di locomotiva (1921).